# Kuntsch
Kuntsch ist ein deutschsprachiger Familienname. Er ist eine Ableitung von Konrad bzw. Conrad.

## Varianten
- Kuntzsch, Kunz, Kunze, Kuhn.

## Bekannte Namensträger
- Johann Gottfried Kuntsch (Architekt) (1735–1795), deutscher Architekt
- Johann Gottfried Kuntsch (Musiker) (1775–1855), deutscher Musiker und Musiklehrer
- Johann Gottfried Kuntsch (Bildhauer), deutscher Bildhauer
- Margaretha Susanna von Kuntsch (1651–1717), deutsche Schriftstellerin